# Николс, Барбара
Ба́рбара Ни́колс (англ. Barbara Nichols, настоящее имя — Ба́рбара Мари́ Никирауэр (англ. Barbara Marie Nickerauer); 30 декабря 1928 года, Куинс, Нью-Йорк, США — 5 октября 1976 года, Голливуд, Калифорния, США) — американская актриса и фотомодель.

## Биография
Барбара родилась 30 декабря 1928 года в Минеоле, штат Нью-Йорк.
Выросла в Куинсе (Нью-Йорк, США).
В начале 1950-х начала карьеру фотомодели. В середине 1950-х она переехала в Голливуд.
После переезда Барбара начала сниматься в фильмах и телесериалах, часто в комедиях.

## Проблемы со здоровьем и смерть
В июле 1957 года Николс серьёзно пострадала в автокатастрофе, произошедшей на Лонг-Айленде, которая привела к потере селезёнки. В 1960-х годах Николас попала в ещё одну серьёзную автокатастрофу в Южной Калифорнии, которая привела к разрыву печени. Осложнения от травм, полученных в этих автокатастрофах, возникли более десяти лет спустя, и она была вынуждена приостановить свою карьеру. В конце концов у Николс развилась опасная для жизни болезнь печени, и её здоровье ухудшилось. Летом 1976 года её доставили в Седарс-Синайский медицинский центр в Лос-Анджелесе, штат Калифорния, где она впала в кому. Она пришла в себя на несколько дней незадолго до Дня труда, но вскоре вновь впала в кому. 5 октября 1976 года Николс умерла от печёночной недостаточности в возрасте 47-ми лет. Родители Николс, Джордж и Джулия Никерауэр, пережили дочь. Она была похоронена в Мемориальном парке Пайнлон в Фармингдейле, штат Нью-Йорк.

## Избранная фильмография
- 1957 — Сладкий запах успеха / Sweet Smell of Success — Рита
- 1958 — Такая женщина / That Kind of Woman
- 1958 — Нагие и мёртвые / The Naked and the Dead — Милдред Крофт
- 1966 — Бэтмен / Batman — Дева Мэрилин (в 2 эпизодах)
- 1976 — Вон Тон Тон — собака, которая спасла Голливуд / Won Ton Ton: The Dog Who Saved Hollywood — девушка Ника